# قوة الآن (كتاب)
قوّة الآن (بالإنجليزية: The Power of Now)‏ دليل التنوير الروحي هو كتاب للكاتب إيكهارت تول، يهدف الكتاب لأن يكون دليلاً للحياة اليومية ويشدد على أهمية العيش في اللحظة الحالية وتجاوز أفكار الماضي والمستقبل بصورة مختلفة عن المعنى المتداول لعيش اللحظة الآنية المتمثل بالانغماس في الحياة والاستمتاع بها.
نُشر الكتاب في أواخر التسعينيات وقد أوصت به أوبرا وينفري  وتمت ترجمته إلى 33 لغة من بينها العربية ، واستناداً إلى بيانات عام 2009 فقد تم بيع ثلاثة ملايين نسخة في أمريكا الشمالية وحدها.

## نبذة عن المؤلف ونشأته

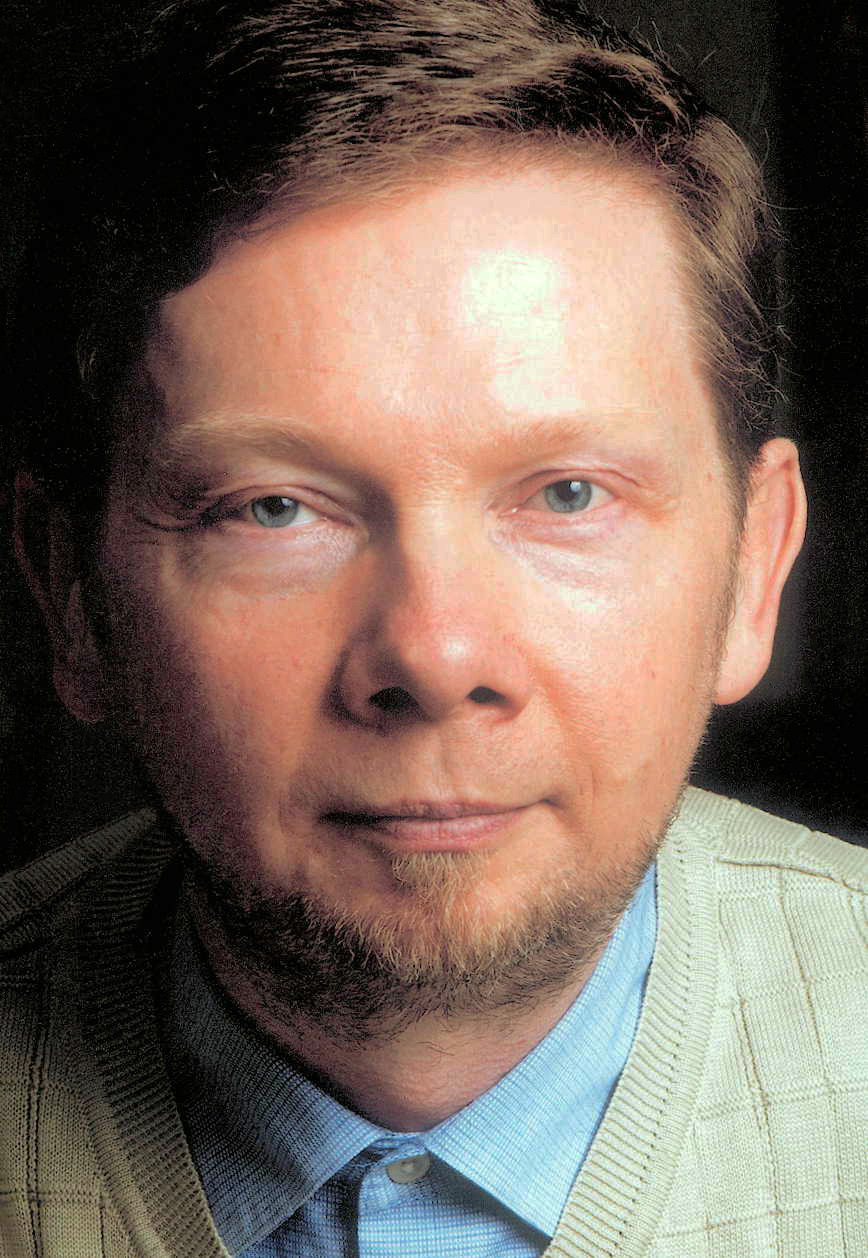
33مؤلف الكتاب

ايكهارت تول (بالألمانية: Eckhart Tolle) (ولد في ألمانيا دورتموند) وهو متحدث وكاتب ألماني المولد، كندي الموطن.
وُلد في 16 فبراير 1948، تزوج من كيم إنغ، وقد درس في جامعة لندن، وهو يتحدث اللغة الإنجليزية.
له أكثر من أربعين مؤلفاً في مختلف المجالات؛ تُرجمت مؤلفاته إلى العديد من اللغات منها اللغة العربية ومن أهم أعماله كتاب «قوة الآن» وكتاب «أرض جديدة».
بدأ حياته في ألمانيا واستمر فيها مدة ثلاثة عشر عاماً، انتقل بعدها للعيش في لندن وهذا ما دفعه للالتفات للبحث مما قاده ليصبح مشرفاً على مجموعة من الباحثين في جامعة كامبريدج، في سن التاسعة والعشرين حدث تطور كبير في حياته من خلال تجربته التي عاشها والتي كانت بمثابة نقطة التحول في حياته ومن نتائج هذه التجربة خرج لنا هذا الكتاب.

## موضوع الكتاب[6]
الكتاب مستمد من مجموعة متنوعة من «التقاليد الروحية»، وقد وصفه أحد المراجعين بأنه «البوذية الممزوجة بالتصوف وبعض الإشارات إلى يسوع المسيح، وهو نوع من إعادة إعمال التوازن في العصر الجديد». وقد تم استخدام هذه التقاليد لوصف «نظام الاعتقاد القائم على العيش في الوقت الحاضر» والتي تنص رسالتها على أن المشاكل العاطفية للناس متجذرة في تماهيهم مع عقولهم ، يؤكد المؤلف على أن الفرد يجب أن يكون على وعي تام بـ «لحظته الحالية» بدلاً من أن يفقد نفسه في القلق بشأن الماضي أو المستقبل.
وفقاً للكتاب، فإن اللحظة الحالية فقط هي الحقيقية واللحظة الحالية فقط هي المهمة ، ويتم إنشاء ماضي الفرد ومستقبله من خلال أفكارهم كما يؤكد على أن إصرار الناس على التحكم في حياتهم هو وهم «لا يجلب إلا الألم» ويصف الكتاب أيضًا طرقاً للاسترخاء والتأمل لمساعدة القرَاء على ترسيخ أنفسهم في الحاضر، تتضمن هذه الاقتراحات إبطاء الحياة عن طريق تجنب تعدد المهام، وقضاء الوقت في الطبيعة، والتخلص من المخاوف المتعلقة بالمستقبل.
بعض المفاهيم الواردة في «قوة الآن»، مثل الأنا البشرية وتأثيراتها السلبية على السعادة، تم تفصيلها بمزيد من التفصيل في كتب المؤلف اللاحقة، ولا سيما كتاب الأرض الجديدة وتجدر الإشارة هنا إلى كتابه ممارسة قوة الآن الذي يشمل الجانب العملي لكتاب قوة الآن.

## فصول مختارة
فصول الكتاب هي: «المقدمة»، «أنت لست عقلك»، «الوعي: الطريق إلى تحريرك من الألم»، «الانتقال بعمق إلى الآن»، «استراتيجيات العقل لتفادي الآن»، «حالة الحضور»، «الجسد الداخلي»، «البوابات إلى اللامتجلي»، «العلاقات المتنورة»، «وراء السعادة والتعاسة يكمن السلام» و«معنى الاستسلام».
تؤكد الفصول المختلفة على فلسفة تدمير الهيمنة المدمرة للعقل والأنا في محاولة للتغلب على ألم الجسد ، وفقًا للمؤلف، فإن فلسفته موجهة نحو الناس وبحثهم عن السعادة الشخصية.
مقدمة
في مقدمة الكتاب، يربط المؤلف تجاربه السابقة مع القلق المستمر أثناء فترات الاكتئاب الانتحاري، عندما كان يبلغ من العمر 29 عامًا، حيث أنه كتب قبل ذلك عن تلك الفترة قائلًا: "لا تقاوم الكلماتُ شيئًا، كما لو كانت تُنطق من داخل صدري". وروى أنه شعر كما لو كان يسقط في الفراغ وبعد ذلك "لم يعد هناك خوف.
الفصل الثاني (الوعي مخرج الألم)
في الفصل الثاني، يخبر تول القارئ أنه يجب عليهم التعرف على غرورهم الشخصي «دون أن تخلق الأنا استجابة معادية لإنكارها أو تدميرها» وتشرح عدم وجود هدف من «الألم العقلي والكرب» الذي يتمسك به الناس. وفقًا للكتاب: «يتكون جسم الألم من طاقة الحياة المحاصرة التي انفصلت عن مجال الطاقة الكلي وأصبحت مستقلة من خلال عملية تتم في العقل. وفي هذا الفصل يكتب المؤلف:» يمكن للألم أن يتغذى فقط على الألم، حيث أنه لا يتغذى على الفرح، ويجده غير قابل للهضم«. ويكتب المؤلف أن» الكثير من الناس يعيشون مع تكهنّات في رؤوسهم تهاجمهم باستمرار وتستنزف طاقتهم. إنه سبب بؤس وتعاسة لا توصف.

## استقبال الجمهور للكتاب
نُشر الكتاب في الأصل عام 1997 بواسطة دار نشر ناماستي في فانكوفر. أعادت (مكتبة العالم الجديد) نشره في 1999. وصلت هذه الطبعة وظلت في قائمة نيو يورك تايمز للكتب الأكثر مبيعًا لعدة سنوات بعد ذلك. تمت ترجمة الكتاب بعد ذلك إلى 33 لغة من بينها العربية.
في عام 2000، تم إدراج الكتاب على أنه يوصى بقراءته في مجلة أوبرا وينفري، ووفقًا لما ذكرته وينفري، أوصت به الممثلة ميج رايان أيضًا. كتب مؤلف مسيحي، أندرو رايدر، أطروحة تقول إن «توللي تحرك التدريس التقليدي [المسيحي] إلى الأمام من خلال توضيح كيف أن هوسنا بالماضي والمستقبل [يمنعنا] من إعطاء اهتمامنا الكامل للحظة الحالية.» كتب ويليام بلوم، المتحدث باسم الحركة الشاملة للعقل والجسد والروح في المملكة المتحدة وقد فعل ذلك بطريقة سهلّت على الناس الوصول إليها.
كان بعض المراجعين أكثر انتقادًا للكتاب. وفقًا لمراجعة في Telegraph Herald، فإن الكتاب لم يكن مكتوبًا بشكل جيد، ولكنه يحتوي على بعض التعاليم الجيدة. كتب أندريا ساكس في مجلة تايم أن الكتاب "غارق في الروحية الجامبو الجامبو" و"غير مفيد لمن يبحثون عن نصائح عملية". قال مقال في الإندبندنت أنه "ليس هناك الكثير من الجديد حول قوة الآن" ووصفه بأنه "نوع من إعادة صنع العصر الجديد من زن.

### الوعي هو مخرج الالم
في مقدمة الكتاب، يربط المؤلف تجاربه السابقة مع القلق المستمر مع فترات الاكتئاب الانتحاري. ثم يبدأ في تعريف الإنسان بنفسه والعوائق التي تواجهه من داخله كي يستطيع التغلب عليها ويتضح ذلك من خلال تحويل الإنسان من فرد غير واعٍ ومسيَر إلى شخص يعي ما يحدث معه في كل لحظة من حياته من خلال الوعي الصافي الذي يحاول «تول» الوصل إليه من خلال كتابه، فيجعلك الوعي تتجاوز العقبات التي أمامك فتوقف العقل والمشاعرعن التحكم بك وتسييرك حسب أهوائهما بل يجعلك أنت المتحكم الوحيد مما يتيح لك التغلب على الأنا وتشتت أفكارك والخوف من المستقبل والحزن على الماضي، بالإضافة لذلك، يوصي «تول» بأنه يجب على المرء التعرف على غروره الشخصي دون أن تخلق الأنا استجابة معادية لإنكارها أو تدميرها ويشرح عدم وجود هدف من «الألم العقلي» الذي يتمسك به الناس. وفقًا للكتاب: «يتكون جسم الألم من طاقة الحياة المحاصرة التي انفصلت عن مجال الطاقة الكلي وأصبحت مستقلة مؤقتًا من خلال عملية غير طبيعية لتحديد العقل.»
في هذا الفصل يكتب المؤلف: «يمكن للألم أن يتغذى فقط على الألم. والألم لا يتغذى على الفرح. ويجده غير قابل للهضم». كما كتب أيضاً «الكثير من الناس يعيشون مع جلاد في رؤوسهم يهاجمهم ويعاقبهم باستمرار ويستنزفهم من طاقتهم الحيوية. إنه سبب البؤس والتعاسة التي لا توصف.»

### الذات هي نفسك الاعمق
إن هذا الكتاب يحدثنا عن ذاتنا في ما وراء العقل وكيف أن العقل يسعى ليكون المسيطر كما يرى اخصائيي التنمية البشرية كما أن الكتاب صالح لجميع الاطياف والالوان
لأنه لا يستند إلى أي عقيدة معينة أو أي لون ديني أو عنصري أو حتى طائفي معيَن بالإضافة لوضوحه وسهولته للقارئ إلا أانه يطرح الحياة بمنظور مختلف وكيف أن الإنسان يستطيع أن يتحكم في حياته من خلال مجرد الرقابة على العقل وتفعيل عمل الذات التي هي الأقوى والاصلح ومن خلالها يمكن للانسان التحكم في حياته كلها.

### المعاناة وهْمٌ من العقل المتحكم
يوضح الكتاب أن المعاناة ما هي إلا وهم من صنع العقل فهو دائماً ما يجعلك أسيراً لما حدث في الماضي وإذا ما فشل بذلك فإنه سيجعلك تعيش في رعب من المستقبل وهو ما يتناوله الكتاب بالشرح والتفصيل
حيث أنه يحرر الإنسان من الماضي والمستقبل ليعيش «الآن» ويستطيع أن يشعر بالحياة من حوله ولا يفقد الفرصة الحقيقية في الحياة والتي تكمن في اللحظة الراهنة أما الماضي والمستقبل
وكل ما يعكر صفو اللحظة الآنية فما هو إلا مجرد وهم ينسجه العقل ليأسرك فيه.

## النظرة الفلسفية للكتاب
الكتاب مُستمد من مجموعة متنوعة من «التقاليد الروحية»، وقد وصفه أحد المراجعين بأنه «البوذية الممزوجة بالتصوف وبعض الإشارات إلى يسوع المسيح، حيث أنه نوع من إعادة التوازن في العصر الحديث». وتٌستخدم هذه التقاليد لوصف «الاعتقادات القائمة على العيش في الوقت الحاضر». رسالتها الأساسية هي أن المشاكل العاطفية للناس متجذرة في تماهيهم مع عقولهم. يكتب المؤلف أن الفرد يجب أن يكون على دراية بـ «لحظته الحالية» بدلاً من أن يفقد نفسه في القلق بشأن الماضي أو المستقبل.
وفقًا للكتاب، فإن اللحظة الحالية فقط هي الحقيقية واللحظة الحالية فقط هي المهمة، وأن ماضي الفرد ومستقبله يتم إنشاؤه من خلال أفكارهم. يؤكد المؤلف أن إصرار الناس على التحكم في حياتهم هو وهم «يجلب الألم». يصف الكتاب أيضًا طرق الاسترخاء والتأمل لمساعدة القراء على ترسيخ أنفسهم في الحاضر. تتضمن هذه الاقتراحات إبطاء الحياة عن طريق تجنب تعدد المهام، وقضاء الوقت في التأمل في الطبيعة، والتخلص من المخاوف بشأن المستقبل. بعض المفاهيم الواردة في «قوة الآن» مثل الأنا البشرية وجوانبها السلبية.

## في الثقافة الشعبية
عندما كانت باريس هيلتون محتجزة في مركز سينشري الإقليمي بكاليفورنيا في يونيو عام 2007، أحضرت معها نسخة من كتاب قوة الآن. اختارت المغنية (آني لينوكس) كتاب «قوة الآن» كواحد من أفضل الكتب التي قرأتها، كما فعل الممثل الكوميدي (توني هوكس). صرحت المغنية كاتي بيري بأنها كانت مصدر إلهام لكتابة أغنية «هذه اللحظة»، وهي أغنية من ألبومها المنشور لعام 2013، بعد أن سمعت الكتاب الصوتي ل «قوة الآن».

### انتشار الكتاب وبعض الآراء
نُشر الكتاب في الأصل عام 1997 بواسطة دار نشر ناماستي في فانكوفر. ثم أعادت مكتبة العالم الجديد نشره في عام 1999، ووصلت هذه الطبعة وظلت في قائمة نيويورك تايمزالأكثر مبيعًا لسنوات بعد ذلك.
في عام 2000، أوصي بقراءة الكتاب في مجلة أوبرا وينفري، ووفقًا لما ذكرته وينفري، أوصت به الممثلة ميج رايان أيضًا.
كتب المؤلف المسيحي، أندرو رايدر، أطروحة تقول إن ايكهارت تول حرّك التدريس التقليدي [المسيحي] إلى الأمام من خلال توضيح كيف أن هوسنا بالماضي والمستقبل يمنعنا من إعطاء اهتمامنا الكامل للحظة الحالية.
كتب ويليام بلوم، المتحدث باسم الحركة الشاملة للعقل والجسد والروح في المملكة المتحدة، أن نهج ايكهارت تول يعي تمامًا بالجسد. لقد فعل ذلك بطريقة لطيفة يسهل على الناس الوصول إليها.
كان بعض المراجعين أكثر انتقادًا للكتاب. وفقًا لمراجعة في Telegraph Herald، فإن الكتاب ليس مكتوبًا جيدًا ولكنه يحتوي على بعض التعاليم الجيدة.
كتب أندريا ساكس في مجلة تايم ان الكتاب «غارق في الروحية المعقدة» و«غير مفيد لمن يبحثون عن نصائح عملية».